# August Christoph Heinrich von Legat
August Christoph Heinrich von Legat (* 4. August 1732 in Magdeburg; † 12. Januar 1816 in Berlin) war ein preußischer Generalmajor.

## Leben

### Herkunft und Familie
Er war Angehöriger eines magdeburgisch-anhaltischen Adelsgeschlechts. Seine Eltern waren der Ratsherr zu Staßfurt und Kapitän a. D. Gottlieb von Legat (1714–1791) und Johanna Charlotte von Münchow bzw. von Bosen (1708–1793).
Legat vermählte sich mit NN Silvin (1733–1823), Kinder sind nicht bekannt.

### Militärdienst
Legat begann seine Laufbahn in der preußischen Armee 1851 als Gefreiterkorporal im Infanterieregiment Nr. 25, wo er 1756 zum Fähnrich avancierte. Er nahm mit dem Regiment am Siebenjährigen Krieg, insbesondere den Schlachten von Kolin, Breslau, Leuthen, Zorndorf und Torgau sowie den Belagerungen von Prag, Ölmütz und Schweidnitz. Vor Kolin, Leuthen und Torgau wurde er jeweils verwundet.
Er wurde 1758 zum Sekondeleutnant, 1762 zum Premierleutnant, 1766 zum Stabskapitän und 1774 zum wirklichen Kapitän und Kompaniechef befördert. Legat nahm am Bayerischen Erbfolgekrieg teil, bevor er 1783 als Major zum Garnisonregiment Nr. 2 versetzt wurde und schließlich 1787 Kommandeur des Füsilier-Bataillon Nr. 20 wurde. Im Jahre 1790 avancierte er zum Oberstleutnant.
Während des Ersten Koalitionskriegs erhielt er 1793 seine Beförderung zum Oberst und für seinen Einsatz im Gefecht bei Limbach den Orden Pour le Mérite.
1797 wurde Legat noch Kommandeur des 3. Musketier-Bataillons im Infanterieregiment Nr. 32. Im Februar 1804 erhielt er seinen Abschied. Im Dezember desselben Jahres erhielt er den Charakter eines Generalmajors und 600 Taler Pension. Legat verstarb in Berlin und wurde auf dem Garnisonfriedhof beigesetzt.